# Annichen Kringstad
Annichen Kringstad, né le 15 juillet 1960 à Oslo en Norvège, est une athlète suédoise spécialiste de la course d'orientation. Elle a remporté trois titres consécutifs de championne du monde en individuel entre 1981 et 1985 ainsi que trois titres de championne du monde en relais sur la même période.

## Palmarès
| Épreuve / Édition | Tampere 1979 | Thoune 1981 | Zalaegerszeg 1983 | Bendigo 1985 |
| Classique         | 9e           | Or          | Or                | Or           |
| Relais            | -            | Or          | Or                | Or           |